# Cnemaspis alantika
Cnemaspis alantika là một loài thằn lằn trong họ Gekkonidae. Loài này được Bauer, Chirio, Ineich & Lebreton mô tả khoa học đầu tiên năm 2006.